# 1753 en droit
Cet article présente les faits marquants de l'année 1753 en droit.

## Événements
- 11 janvier : concordat en Espagne qui officialise le droit de patronage royal et fait tomber d’importants revenus religieux dans les caisses de l’État[1]. C’est la première manifestation du régalisme.

- 26 février : les Guaranis refusent d'être déplacés de l'autre côté du rio Uruguay en application du traité de Madrid de 1750 et, avec l'aide d'une partie des missionnaires jésuites, entreprennent une guerilla de résistance[2].

- 3 avril, Royaume-Uni : première lecture du Jew bill à la Chambre des lords, puis à la chambre des communes le 17[3]. La loi britannique permet la naturalisation des Juifs. Le gouvernement s’efforce de normaliser le statut civique des Juifs (Jew bill), ce qui entraîne une agitation antisémite, mais sans violence. La tentative échoue et le bill est annulé par le Parlement en janvier 1754.

- 20 décembre : abolition de l'Hetmanat cosaque[4]. Début de la colonisation du territoire des Cosaques Zaporogues cédé à la Russie par le traité de Belgrade en 1739.

## Décès
- 14 juillet : Adam Friedrich von Glafey, juriste allemand spécialiste de droit public (° 1692).